# Buster Juul
Buster Juul (født 31. marts 1993) er en dansk professionel håndboldspiller for Aalborg Håndbold. Han startede sin håndboldkarriere i barndomsklubben Skanderborg Håndbold, hvorfra han skiftede til Aalborg i 2013. 
I Aalborg Håndbold er han dén spiller med andenflest kampe nogensinde, kun overgået at René Antonsen.
Han har kontrakt med Aalborg Håndbold indtil 2026.

## Eksterne kilder og henvisninger
1. ↑  Om Buster Juul på aalborghaandbold.dk
2. 1 2  "Aalborg Håndbold forlænger med Buster Juul". h-bold.dk. Hentet 21. november 2024.
3. ↑  "Top 10 antal kampe". Aalborg Håndbold. Hentet 21. november 2024.